# Матвієнко Анатолій Тихонович
Анатолій Тихонович Матвієнко (* 18 вересня 1961, м. Київ, Україна) — директор Київського фахового коледжу туризму та  готельного господарства, кандидат наук із соціальних комунікацій.

## Життєпис
Народився 18 вересня 1961 у місті Києві.

## Трудова діяльність
- 2001-2002 — директор Державного департаменту туризму Державного комітету молодіжної політики, спорту і туризму України.
- 2002-2005 — Перший заступник Голови Державної туристичної адміністрації України.
- 2006 — директор Київського технікуму готельного господарства[1].

## Нагороди, почесні звання
- Подяка Кабінету Міністрів України,
- Почесний працівник туризму України
- Заслужений працівник соціальної сфери України[2]
- Почесна грамота Верховної Ради України
- нагрудний знак «Знак пошани» Київського міського голови
- Почесна грамота Київської міської державної адміністрації